# IC 1820
IC 1820 је спирална галаксија у сазвјежђу Кит која се налази на листи објеката дубоког неба у Индекс каталогу.
Деклинација објекта је + 6° 2' 27" а ректасцензија 2h 35m 52,7s. Привидна величина (магнитуда) објекта IC 1820 износи 14,3 а фотографска магнитуда 15,1. IC 1820 је још познат и под ознакама CGCG 414-24, PGC 9866.